# Wappen der Stadt Frankfurt am Main
Das Wappen der Stadt Frankfurt am Main ist seit dem Mittelalter ein weißer Adler auf rotem Grunde. Laut Hauptsatzung der Stadt Frankfurt am Main zeigt das Wappen „den weißen (silbernen), aufgerichteten, goldgekrönten und goldbewehrten Adler mit gespreizten Flügeln und Fängen, mit blauer Zunge und blauen Krallen auf dem roten Feld“.

## Herleitung
Die Ursprünge des Frankfurter Adlers liegen im Reichs- und Königswappen des Heiligen Römischen Reiches.
Als königliche Stadt und Pfalzort war die sich entwickelnde Bürgerschaft Frankfurts allein Untertan des Königs bzw. Kaisers. Seit der Zeit Friedrichs II. war der königliche Adler Teil der Siegel der Frankfurter Reichsschultheißen.
Nachdem Frankfurt dieses Amt von Kaiser Karl IV. 1372 erworben und damit den wichtigsten Schritt hin zu einer freien Reichsstadt vollzogen hatte, übernahm der Rat den bekrönten königlichen Adler aus den Siegeln des Schultheißen. Mit dem Adler gab sich Frankfurt, ähnlich wie andere, von nun an auch heraldisch als freie Reichsstadt zu erkennen. Unter dem Adlerbanner zogen die Frankfurter 1389 in die Schlacht bei Eschborn.
Vermutlich zur Unterscheidung vom schwarzen königlichen Adler auf Gold und womöglich im Anklang an den Namen der Stadt wählte man in Frankfurt die ebenfalls im alten Reichsbanner vorhandenen alten fränkischen Farben und gab dem Frankfurter Adler so ein weißes Gefieder auf rotem Grunde.
Ein Lobgedicht des 16. Jahrhunderts hebt die Abstammung vom Reichsadler hervor:

„...Fast solchen Adler / im roten Schild /

schneeweißer Farb' / das Reich zustellt

der Stadt Frankfurt / gekrönt / der hoch

sein Haupt erhebt / nach Reichsadlers Brauch...“

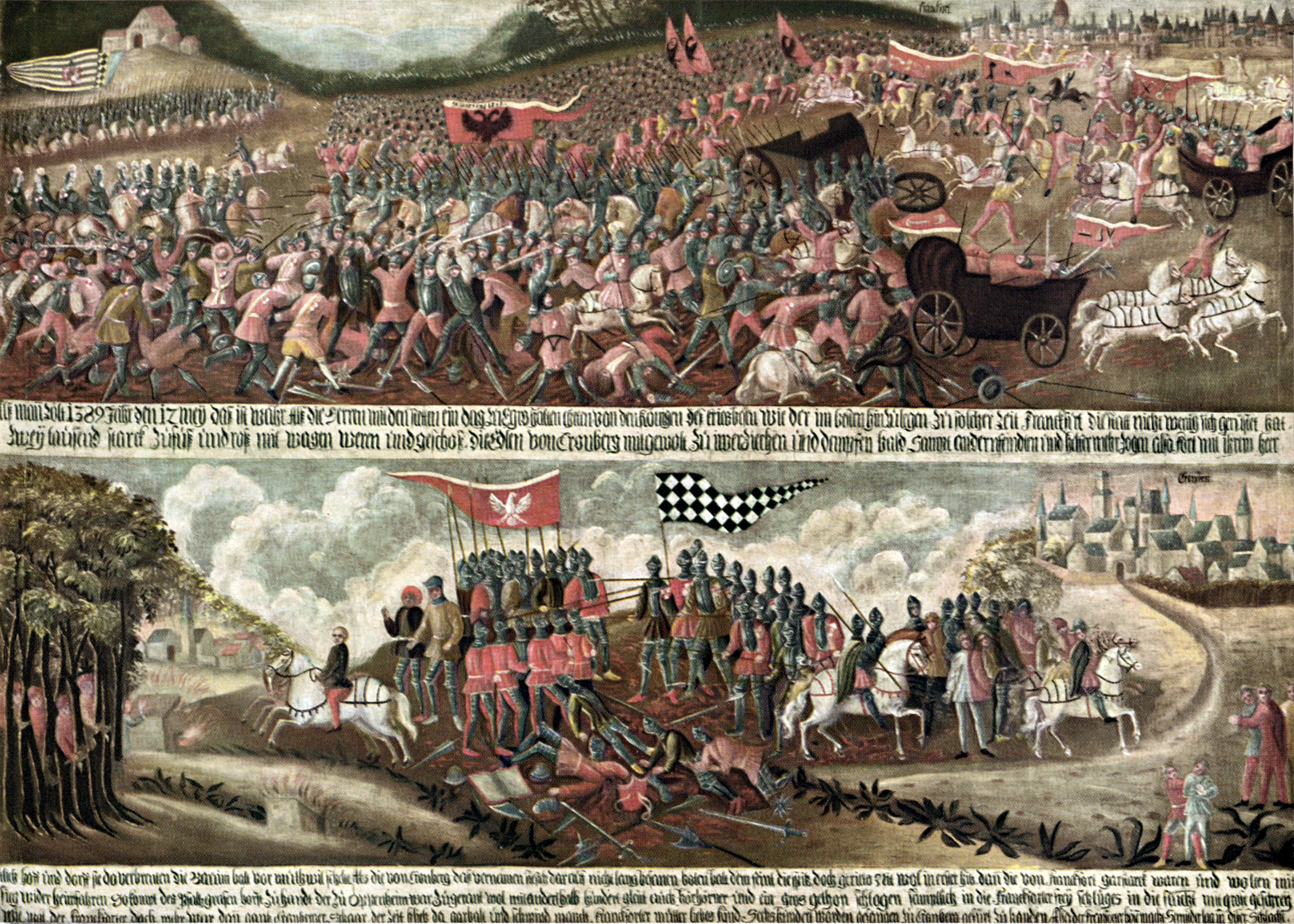
Schlacht bei Eschborn
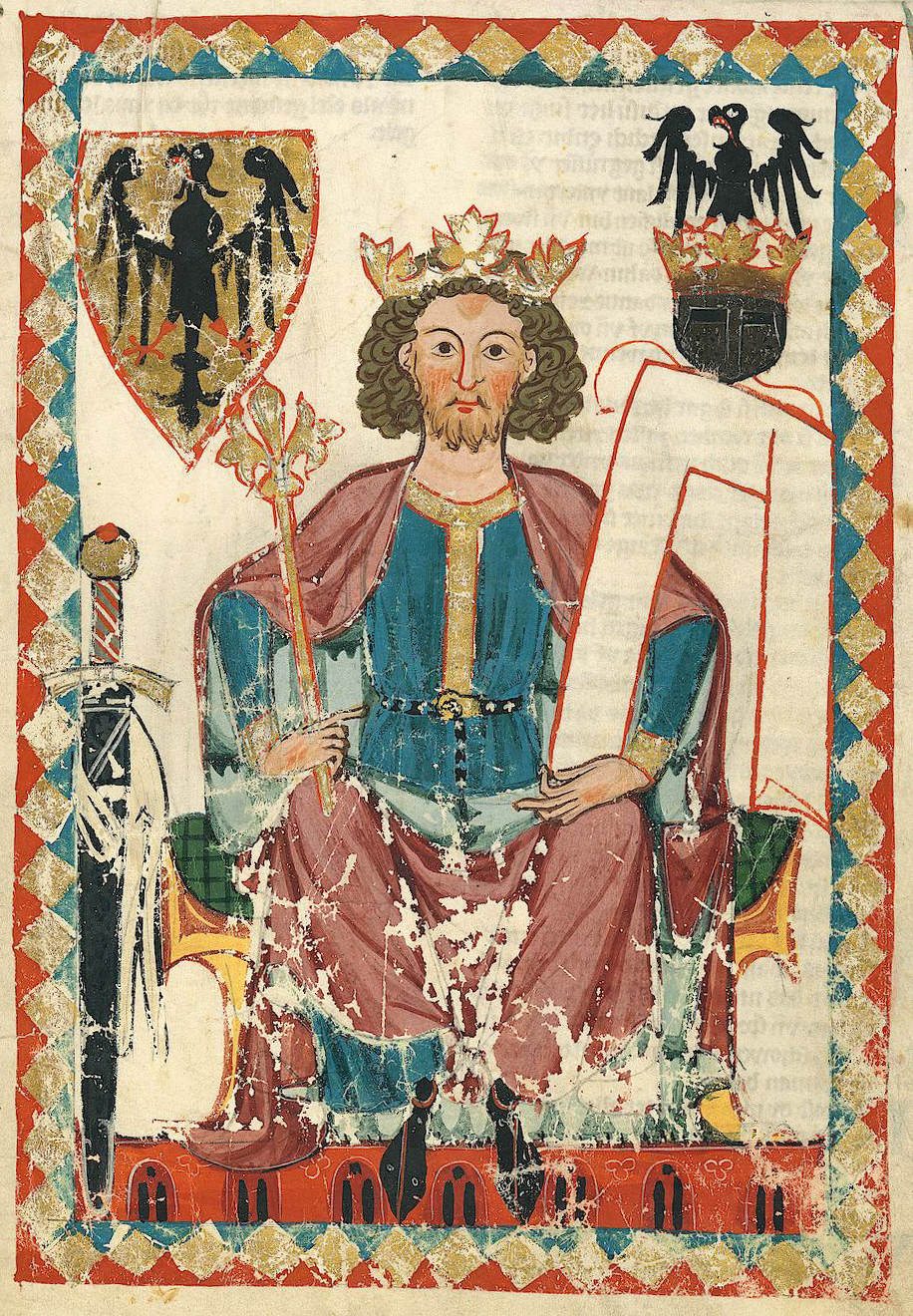
Kaiser Heinrich VI. mit Wappen

## Entwicklung

### Bis zum Ende des Heiligen Römischen Reiches
In dieser Form ist das Wappen ab 1400 regelmäßig belegt. Eine frühe Darstellung schmückte ab dem frühen 15. Jahrhundert zusammen mit anderen Wappen eines großangelegten Quaternionenzyklus die sogenannte obere Ratsstube, das spätere Kurfürstenzimmer im Frankfurter Römer. Auch wenn die Darstellungen selbst schon im gleichen Jahrhundert übertüncht wurden, gab der Rat der Stadt dem Glasmaler Hans Fetter zuvor noch den Auftrag, das aus 46 Wappen bestehende Bildprogramm in einem Wappenbuch zu dokumentieren.
In dieser Darstellung entsprach der Frankfurter Adler, abgesehen von den goldenen halbkreisförmigen Flügelbändern, im Wesentlichen der heutigen Blasonierung. Doch die Details der Tingierung, Bekrönung und des sonstigen Schmucks variierten im Laufe der Jahrhunderte noch in unterschiedlichem Maße und blieben bis in das 20. Jahrhundert nicht genau geregelt. Auf dem in der ersten Hälfte des 15. Jahrhunderts errichteten Eschenheimer Turm erscheint der Adler etwa entgegen den meisten Darstellungen ungekrönt. Siebmachers Wappenbuch zeigt ihn zwar nicht mit Flügelbändern, aber dafür mit goldenen Kleestängeln.
Neben einer vollständig goldenen Bewehrung und Bezungung waren häufiger auch blaue Zungen und Krallen anzutreffen. Weitere Darstellungen belegen seine Brust mit einem ‚F‘ zur deutlichen Unterscheidung ähnlich blasonierter Wappen (etwa Polens). Erstmals 1540 diente der Frankfurter Adler mit ‚F‘ auf der Brust als Marke der Papiermühle in Bonames.

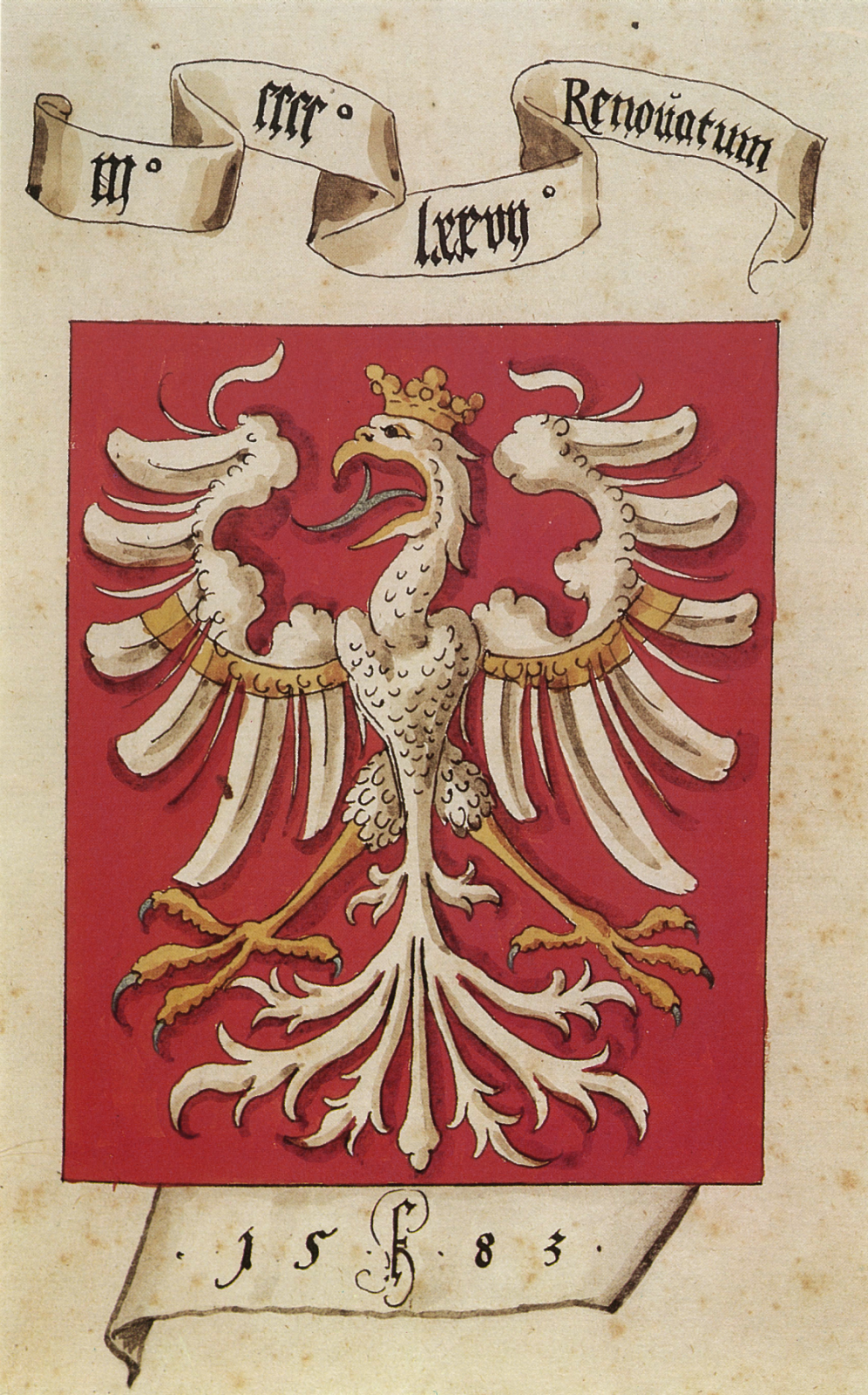
Fettersches Wappenbuch, 1583
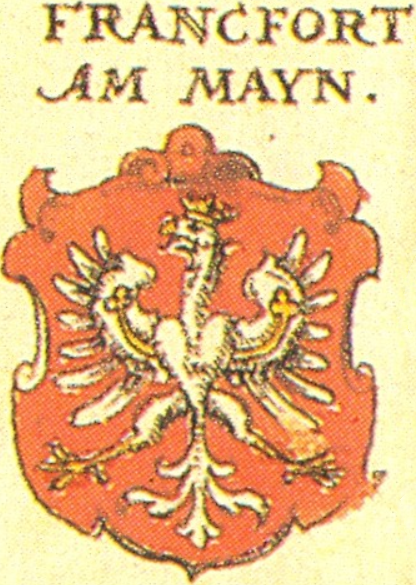
Siebmachersches Wappenbuch mit goldenen Kleestängeln auf den Flügeln
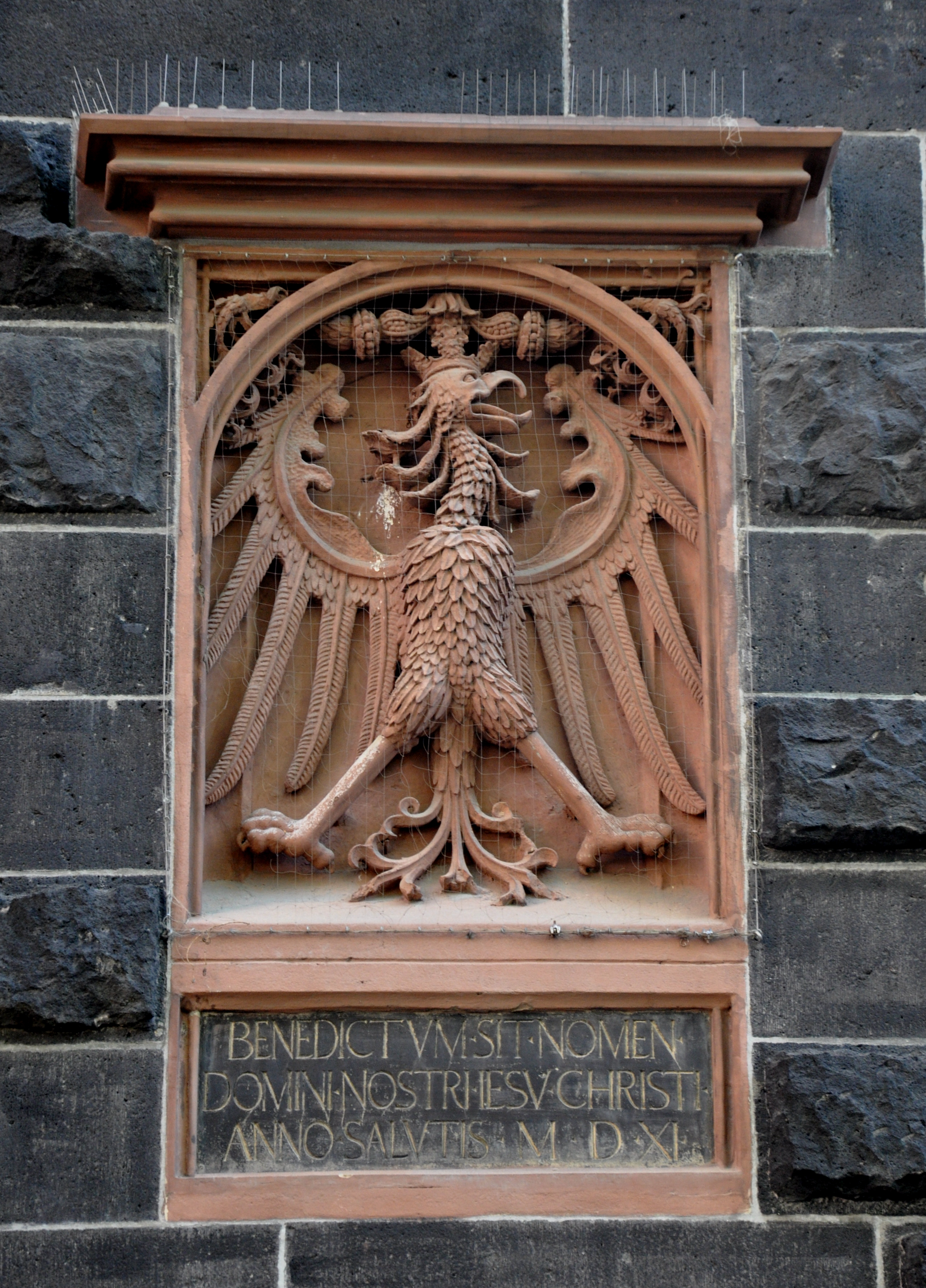
Spätgotisches heraldisches Schmuckstück des ehem. zum Rathaus gehörenden Haus Viole
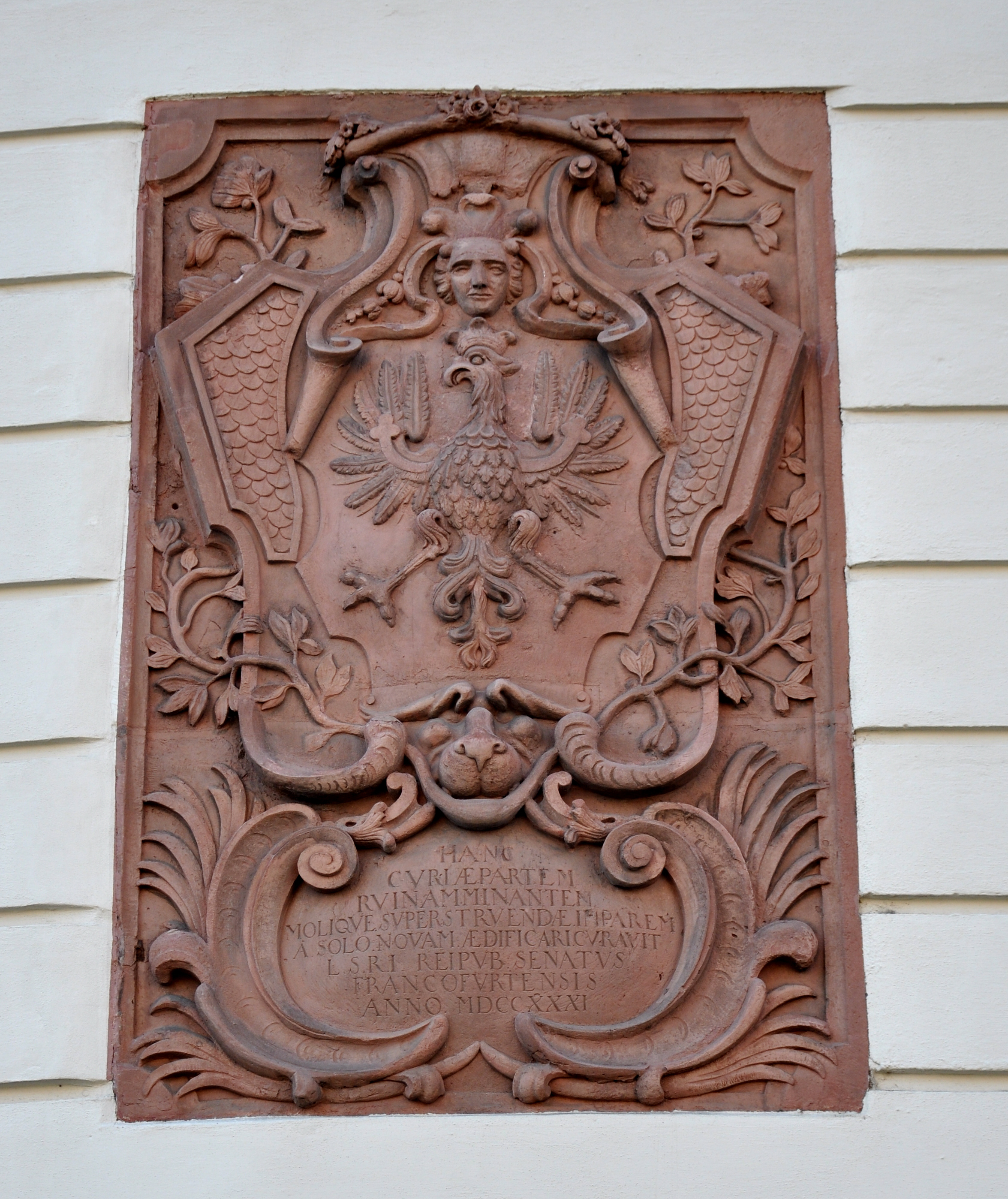
Adler der Ratsstube des ehm. Hauses Frauenrode 1747

### Großherzogtum Frankfurt
Nach dem Ende des alten Reiches gehörte die Stadt als Departement Frankfurt dem Großherzogtum Frankfurt an. Der Frankfurter Adler war hierbei erstmals von einem Fürstenmantel umgeben und hatte den Wappenschild bis zur Wiedererlangung von Frankfurts Selbstständigkeit als Freie Stadt Frankfurt 1815 mit dem Mainzer Rad, dem Fuldaer Kreuz und den Hanauer Sparren zu teilen.

Wappen des Großherzogtums Frankfurt

### Freie Stadt Frankfurt
Wie sich die Freie Stadt Frankfurt in ihrer Verfassung, der Konstitutionsergänzungsakte, an alten reichsstädtischen Zeiten orientierte, schloss sie auch heraldisch nahtlos an der Tradition an. Die Handelsflagge aus dem Jahre 1832 führte neben den Frankfurter Farben auch das Wappen, der Adler hatte in diesem Falle erneut die Initiale auf der Brust, während an anderer Stelle, etwa auf dem noch 1865 geprägten Vereinstaler darauf verzichtet wurde. Häufiger trug der Adler nun auch eine Mauerkrone zur Betonung der eigenen Souveränität, Unabhängigkeit und des städtischen Selbstverständnisses.

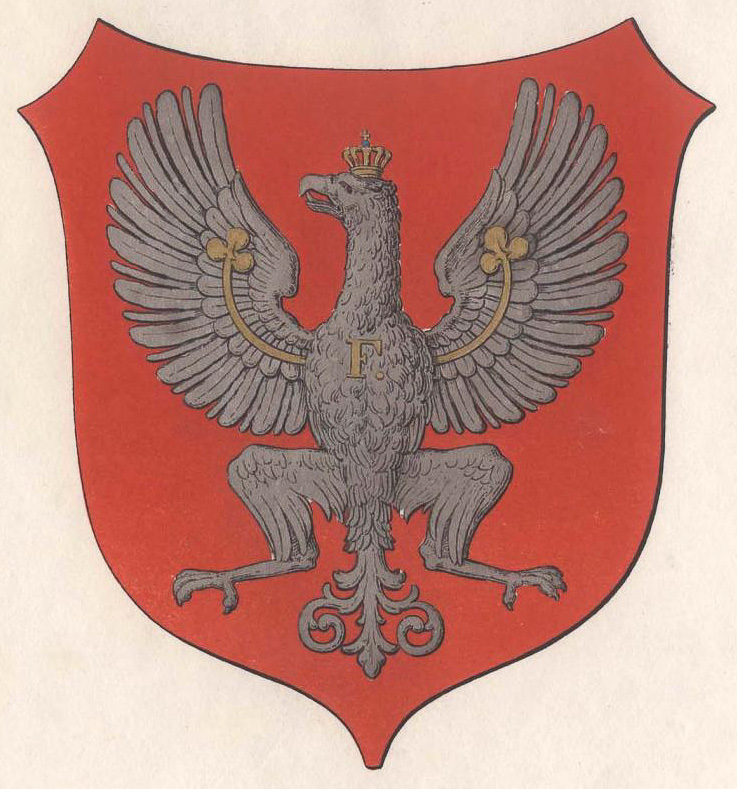
Wappen der Freien Stadt Frankfurt (1831)
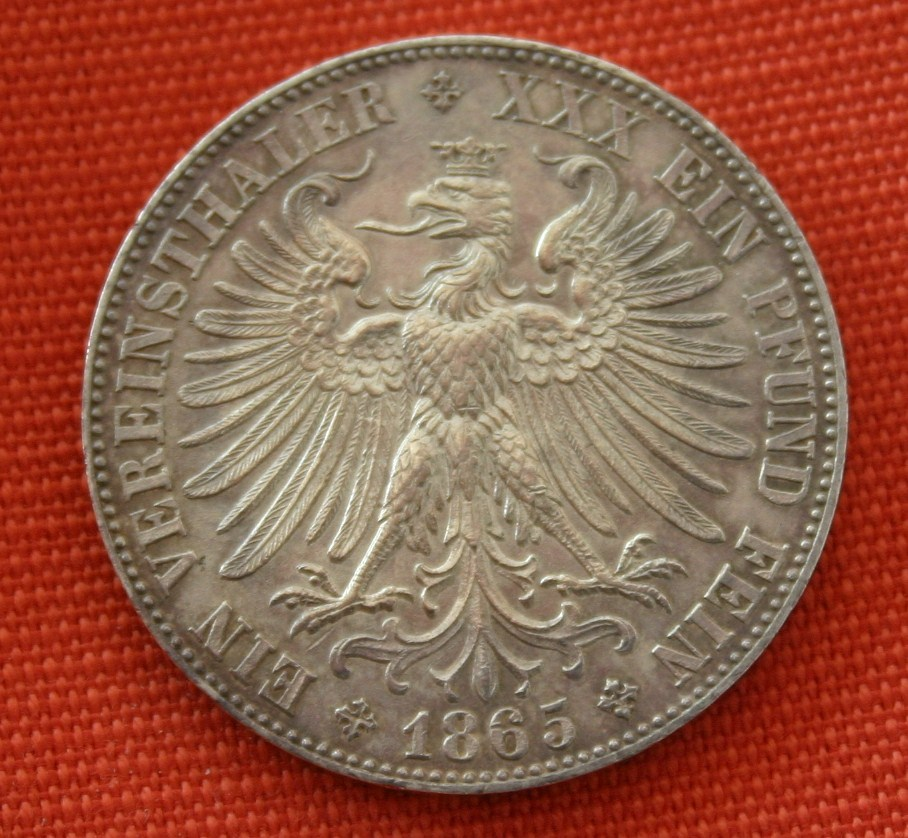
Revers des Frankfurter Vereinsthalers 1865

### Preußische Zeit
Mit der Annexion der Stadt durch Preußen am Ende des Deutschen Krieges 1866 verlor die Stadt ihre Souveränität. Aus dem Wappen des Stadtstaates wurde nunmehr ein Kommunalwappen. Mit der Titelreform des preußischen Königstitels 1873 wurde der Frankfurter Adler im untersten letzten Feld des großen geteilten Schildes jedoch auch Teil des preußischen Staatswappens, hier mit goldener Bewehrung und roter Bezungung. In gleicher Form repräsentierte er die „Herrschaft Frankfurt“ im Wappen der Provinz Hessen-Nassau.
Nach dem Verlust der Selbständigkeit der Stadt besinnt man sich auf den inneren Stolz der wohlhabenden Handelsstadt und seiner zahlreichen mit wohltätigen Stiftungen tätigen Familien. Der öffentliche Raum wird symbolisch mit Zeugnissen Frankfurter Stolzes angefüllt, öffentliche, von Frankfurter Bürgern finanzierte und gebaute Gebäude wie das städtische Opernhaus oder das Hauptgebäude der Universität stellen konsequent den Frankfurter Adler über ihren Eingängen zur Schau. Die Darstellung des preußischen Adlers wird von den neuen Untertanen des preußischen Königs gemieden. Stattdessen erinnert man sich in Frankfurt nun weiter verstärkt an die eigene Rolle als bedeutende Reichsstadt und als Wahl- und Krönungsort der römisch-deutschen Kaiser. Darstellungen des Frankfurter Wappens bedienen sich daher auch nun häufiger der Reichsinsignien und Symbole, etwa am Gutenberg-Denkmal von Eduard Schmidt von der Launitz oder am Frankfurter Römer, bei dessen Renovierung und Neogothisierung die Frankfurter ihren Bürgerstolz durch einen im Vergleich zu den Reichssymbolen übergroßen Frankfurter Adler in der Spitze des Treppengiebels zur Schau stellten.

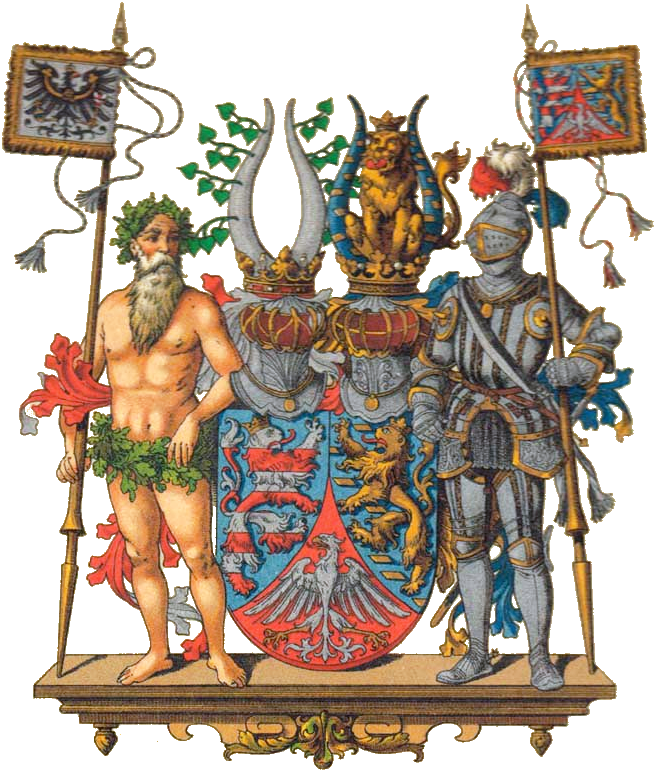
Wappen Hessen-Nassaus mit Frankfurter Adler
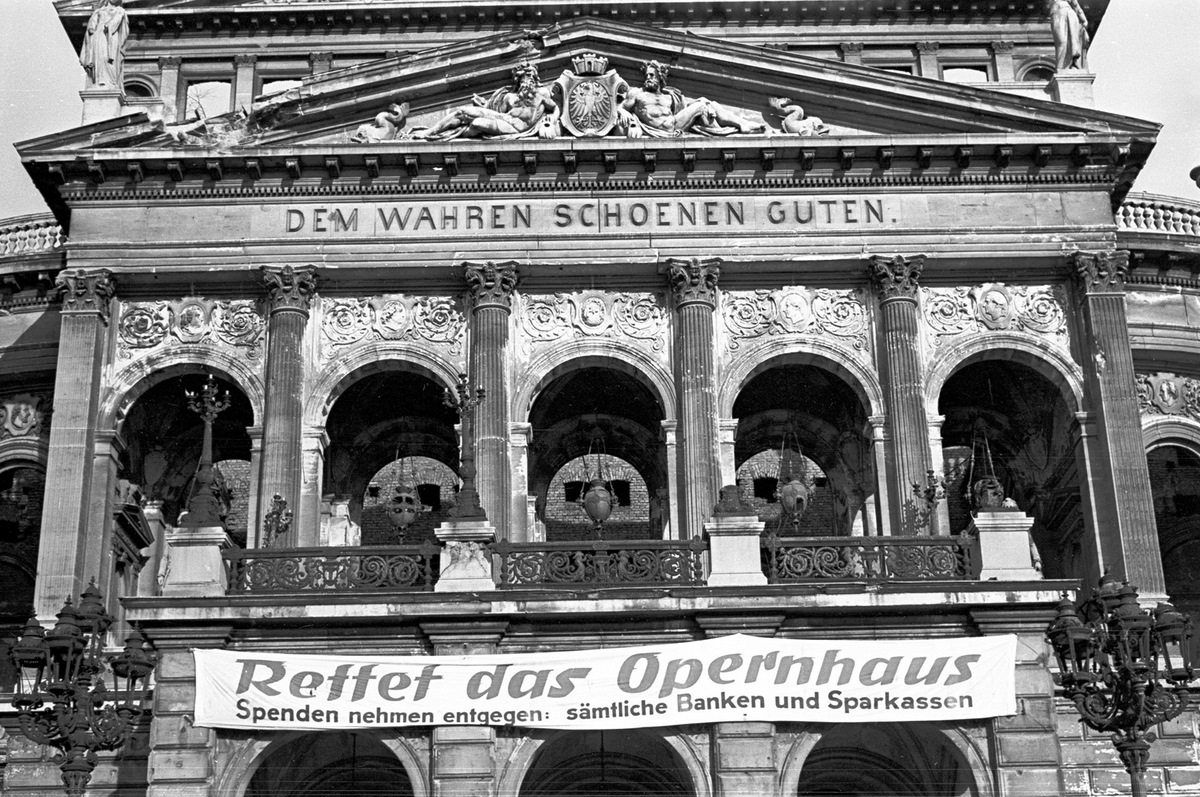
Dreiecksgiebel der Alten Oper (1880) mit Wappen
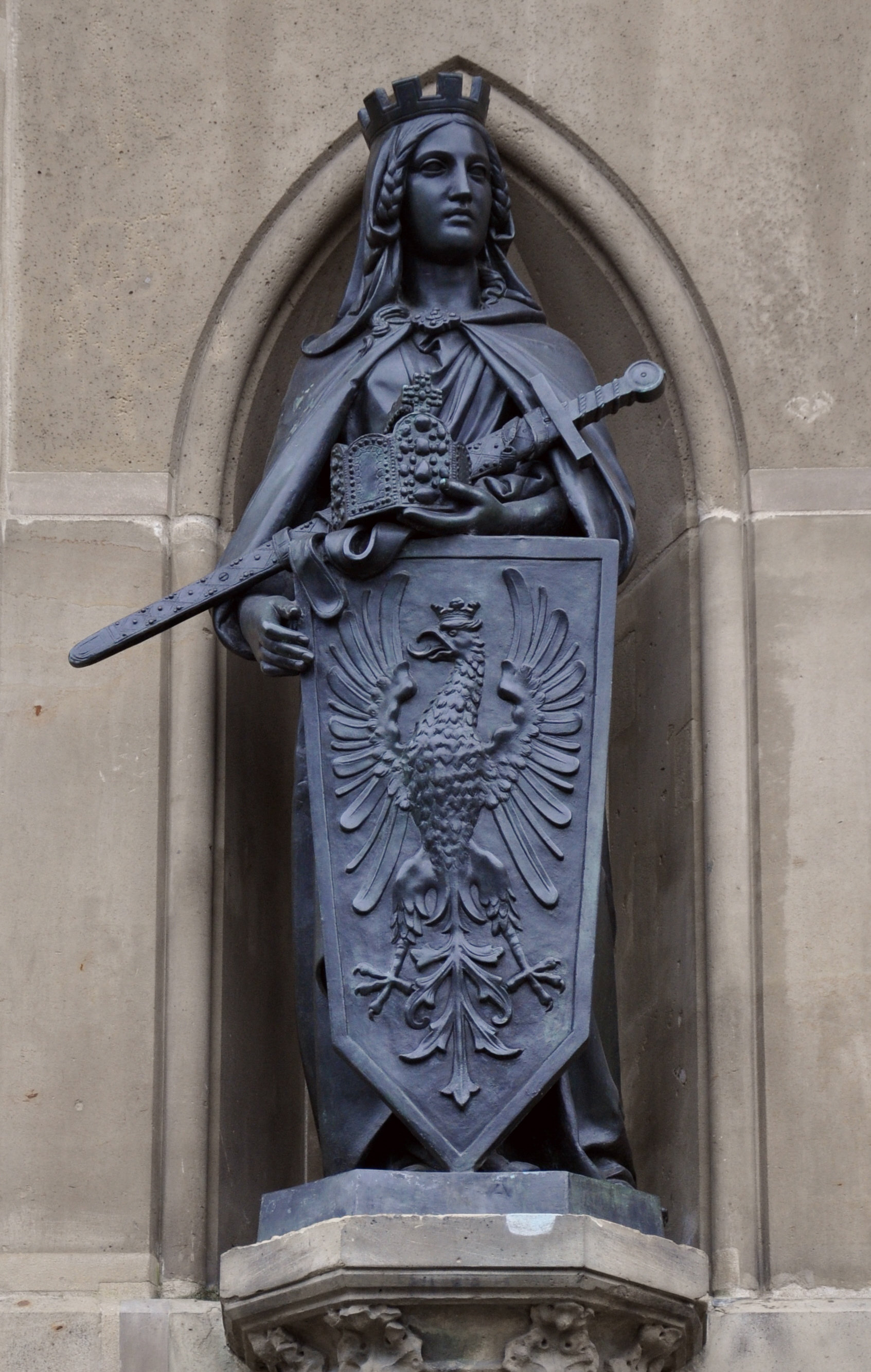
Frankofurtia mit Reichsschwert und Wappen
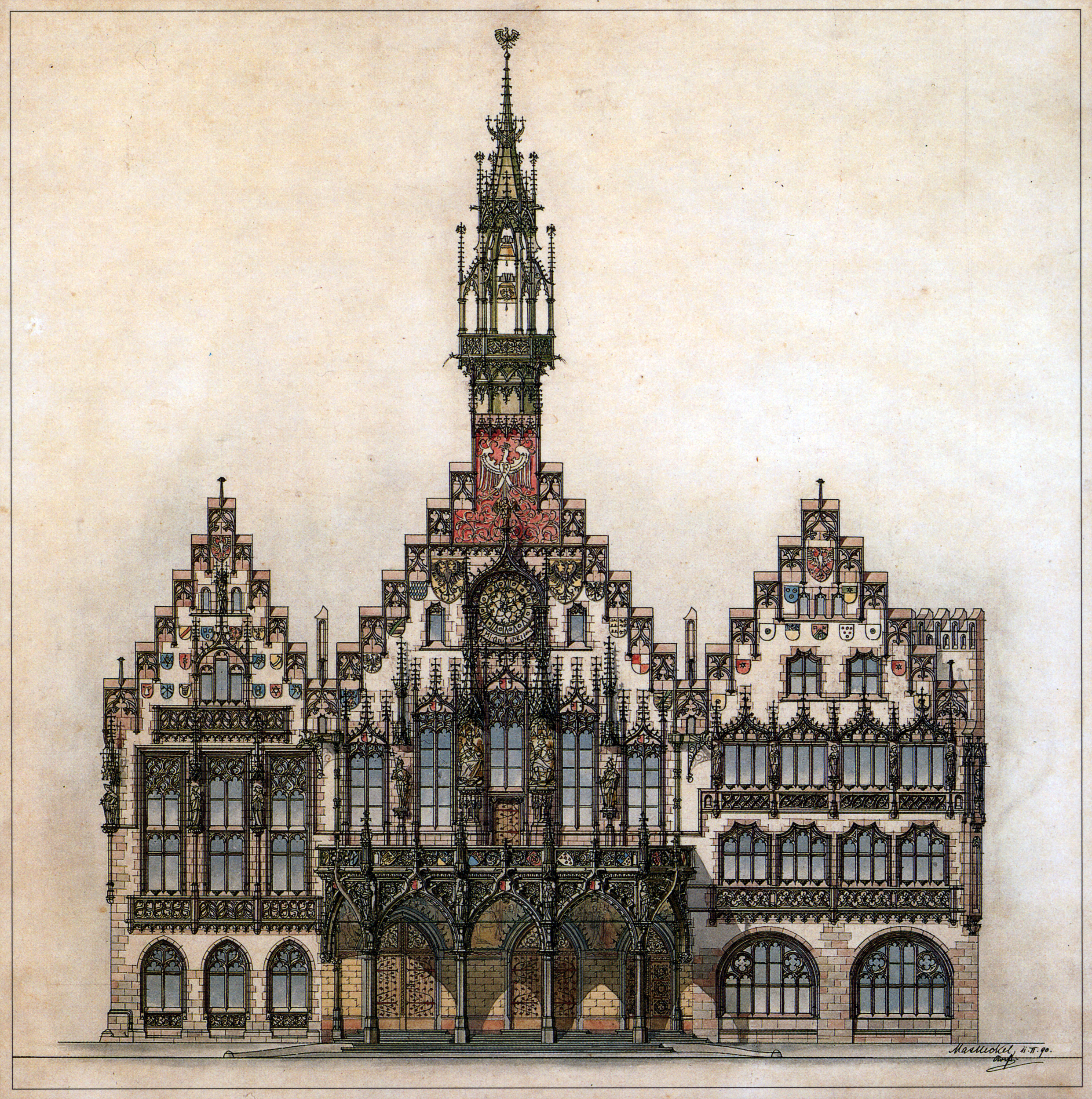
Entwurf zur Neugestaltung des Rathauses, ausgeführt wurde eine vereinfachte Form mit heute nicht mehr vorhandenem Frankfurter Adler.
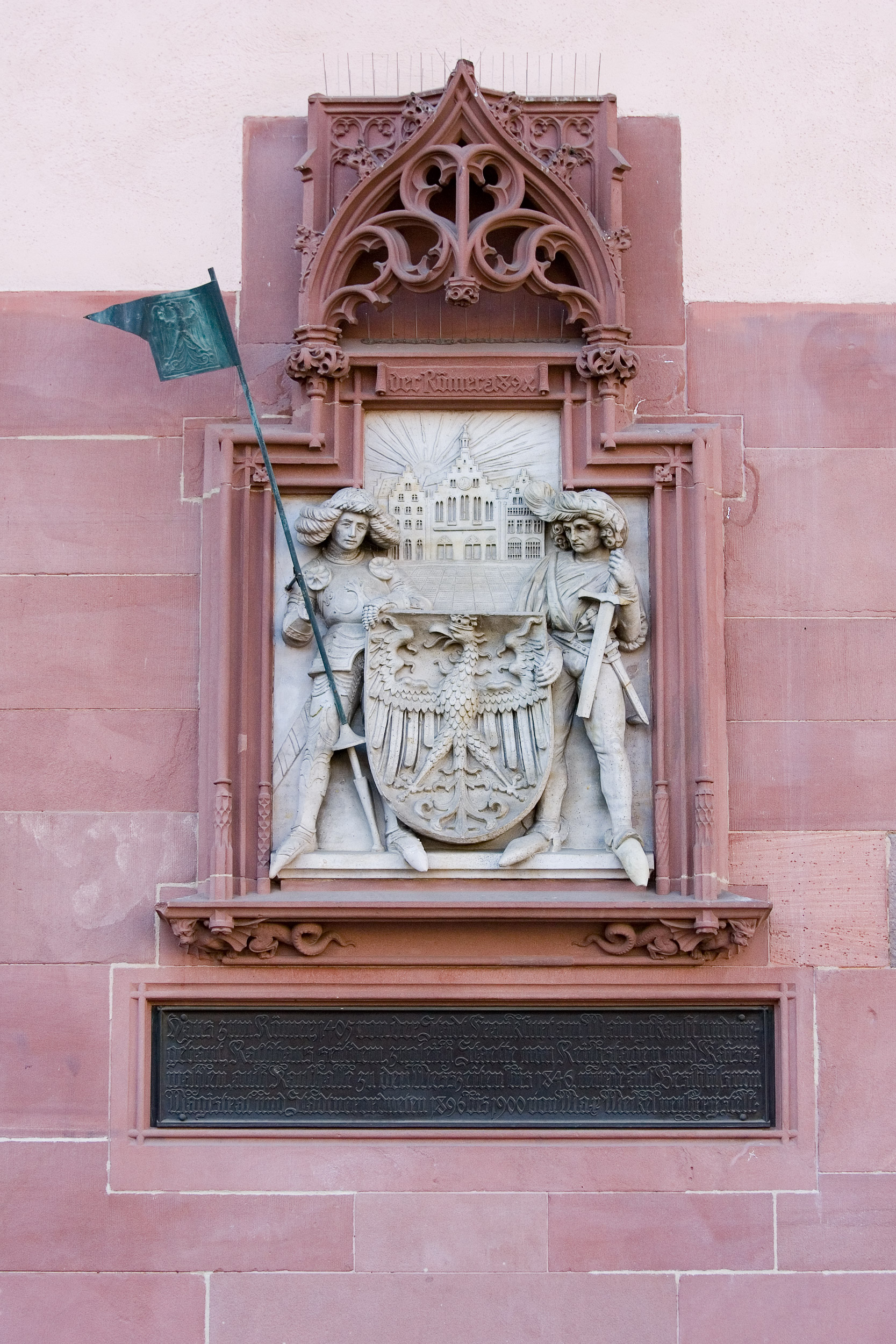
Plakette zur Neugestaltung des Rathauses, mit Schildhaltern und Reichsbanner

### Weimarer Republik
Unter Oberbürgermeister Ludwig Landmann setzte ein Erneuerungsprozess der Stadt Frankfurt ein. Die gestalterischen Aktivitäten der Stadt umfassten nahezu alle Lebensbereiche, von der Architektur bis zum Design einzelner Objekte. Dieses Projekt wird heute vornehmlich mit dem Stadtbaurat Ernst May verbunden und wurde weltweit berühmt als Neues Frankfurt. Zum Leiter des „graphischen Büros“ wurde 1924 der Grafiker Hans Leistikow berufen, der dieses Amt bis 1930 innehatte. Leistikow entwarf das wohl erste visuelle Erscheinungsbild einer Stadt, mitsamt neues Adler-Signets im Stil der neuen Sachlichkeit mit Fokus auf eine Ausgewogenheit von Flächen und Proportionen. Bewusst wurde mit der traditionellen heroischen Abbildung eines Fabelwesens gebrochen. Dies entsprach dem Wunsch, als ehemals Freie Reichsstadt einen „unpreußischen“ Adler zu führen.
Schritt für Schritt wurde dieses Erscheinungsbild mit dem neuen Adler in allen Ämtern umgesetzt und fand sich von Briefköpfen, bis hin zu Schulzeugnissen und Ausweisen, wobei bewusst für verschiedene Anwendungen Varianten vorgesehen waren. Einzelne Stadtverordnete versuchten sich mit einer Kritik zu profilieren, sprachen gar despektierlich von einem „Ersatztier“, in der Folge wurde das Erscheinungsbild nochmal überarbeitet.
Galt einst der „Leistikow-Adler“ als Bestandteil eines modernen Corporate Designs, so hat sich seine Bedeutung gewandelt und steht für heute für Traditionspflege und Heimatverbundenheit. Anwendungen umfassen die Ehrenplakette der Stadt Frankfurt am Main, der Fahne des Instituts für Stadtgeschichte und als Wappen des Feuerwehrsportvereins Frankfurt am Main.

Wappen und Logo der Stadt. Entwurf von Hans Leistikow 1925
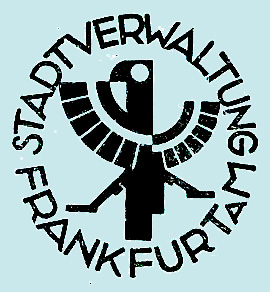
Variante als Siegelmarke der Stadtverwaltung

### 1935 bis heute

Logo der Stadt Frankfurt, 1985

Nach der Machtergreifung der NSDAP 1933 wurde Friedrich Krebs  Oberbürgermeister. Er ließ den „Leistikow-Adler“ von den Druckstöcken aller Unterlagen entfernen, 1935 wurde ein Entwurf des Museumsmitarbeiters Adolf Gloyr eingeführt, welchen der Oberpräsident in seiner noch heute gültigen Form am 14. Oktober 1936 genehmigte. Nach dem Zweiten Weltkrieg wurde das Wappen am 5. Juni 1952 erneut in der Hauptsatzung der Stadt bestätigt. Änderungen waren nicht notwendig, da das Wappen keine nationalsozialistische Symbolik enthielt, sondern sich an der heraldischen Darstellungstradition aus der Zeit der Freien Stadt orientiere.
1985 fand das Wappen auch in stilisierter Form Eingang in das Signet bzw. Logo der Stadt, wie es bis heute verwendet wird. und wird um einen Schriftzug in der Schriftart Futura ergänzt, die einen engen Bezug zu Frankfurt aufweist.

Wappen der Stadt Frankfurt, Entwurf Adolf Gloyr, 1936